# Afro-Bossa
Afro-Bossa is een album van de Amerikaanse bandleider, componist en pianist Duke Ellington. Het werd opgenomen in december 1962 en januari 1963 en kwam in 1963 uit op het label Reprise, het toen nog jonge platenlabel van zanger Frank Sinatra. De composities zijn oude (zoals "Pyramid" uit 1938) en nieuwe werken en vormen op dit album een suite.

## Tracklist
- 1. "Afro-Bossa" - 4:22
- 2. "Purple Gazelle" - 2:44
- 3. "Absinthe" - 3:34
- 4. "Moonbow" - 2:33
- 5. "Sempre Amoré" - 3:14
- 6. "Caliné (Silk Lace)" - 2:31
- 7. "Tigress" - 3:06
- 8. "Angu" - 2:42
- 9. "Volupté" - 2:44
- 10. "Bonga" - 2:49
- 11. "Pyramid" - 3:03
- 12. "Eight Veil" - 2:48

(compositie 3 en 7 door Billy Strayhorn, comp. 11 door Ellington/Irving Mills/Juan Tizol, comp. 12 door Ellington/Strayhorn)
- Opgenomen in Fine Studios, New York, op 29 november 1962 (9), 20 december 1962 (6 en 11), 4 januari 1963 (10) en 5 januari 1963 (1-5, 7 en 8)

## Bezetting
- Duke Ellington, piano (1, 2, 4-7 en 9-11)
- Billy Strayhorn, piano (3 en 8)
- Ray Nance, kornet
- Cat Anderson, Roy Burrowes, Cootie Williams, trompet
- Lawrence Brown, Buster Cooper, trombone
- Chuck Connors, bas-trombone
- Jimmy Hamilton, klarinet, tenorsaxofoon
- Johnny Hodges, altsaxofoon
- Russell Procope, altsaxofoon, klarinet
- Paul Gonsalves, tenorsaxofoon
- Harry Carney, baritonsaxofoon, klarinet, basklarinet
- Ernie Shepard, bas
- Sam Woodyard, drums